# Кохила (волость)
Ко́хила (эст. Kohila vald) — волость в уезде Рапламаа, Эстония.

## География

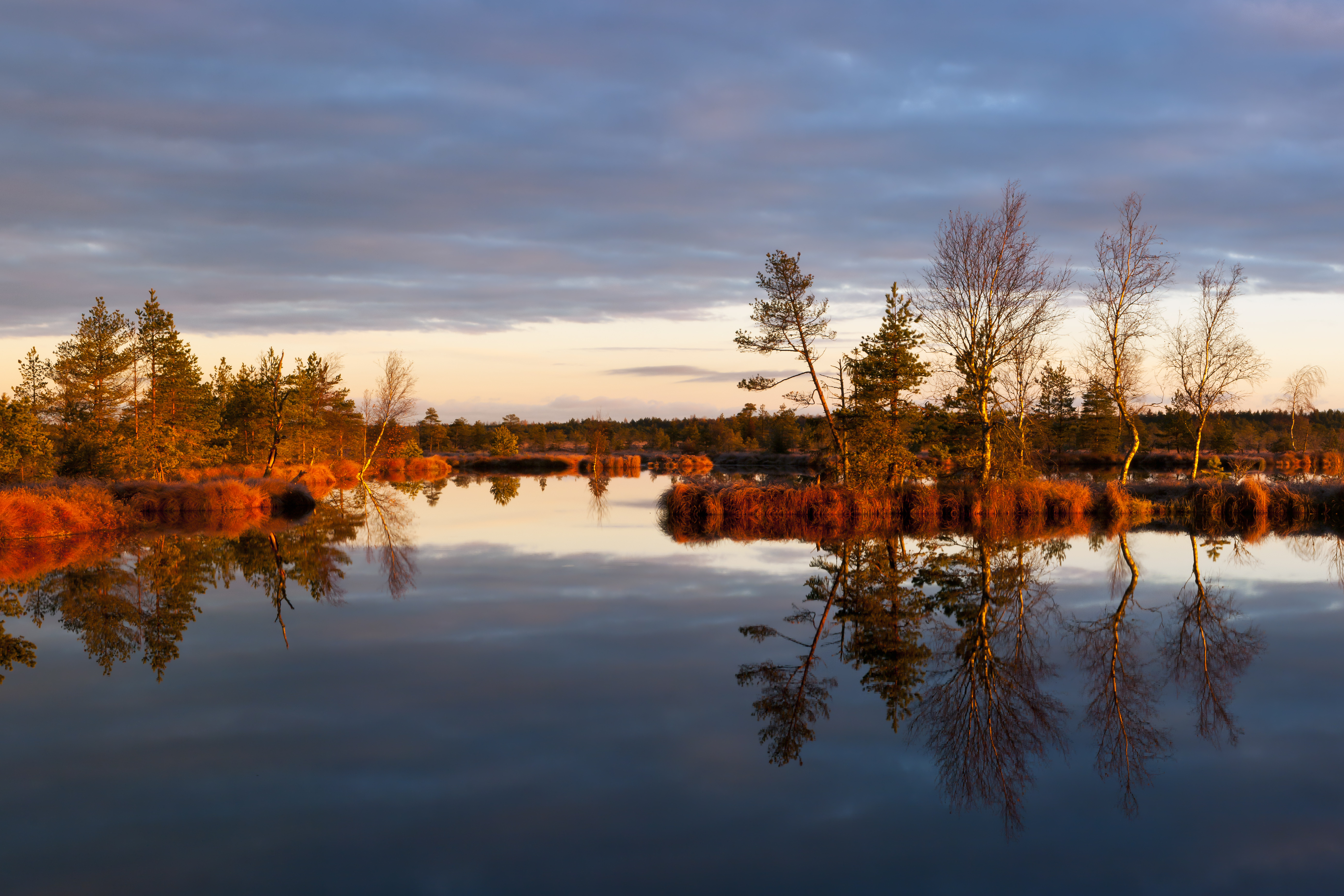
Озеро Казелауг

Расположена на севере уезда Рапламаа. На севере, западе и востоке граничит с уездом Харьюмаа. Площадь волости — 230,14 км², плотность населения в 2021 году составила 31,8 человека на 1 км2. Административный центр — посёлок Кохила.

## Население
Данные Департамента статистики Эстонии и регистра народонаселения:
| 2008  | 2009    | 2010    | 2011    | 2012    | 2015    | 2016  | 2017    | 2018    | 2019    |
| ----- | ------- | ------- | ------- | ------- | ------- | ----- | ------- | ------- | ------- |
| 6 864 | ↗ 7 010 | ↗ 7 053 | ↗ 7 139 | ↘ 7 128 | ↘ 6 770 | 6 770 | ↗ 6 933 | ↗ 6 949 | ↗ 7 114 |

| Год  | Родилось | Умерло | Иммигрировало | Эмигрировало |
| ---- | -------- | ------ | ------------- | ------------ |
| 2008 | 107      | 77     | 377           | 263          |
| 2009 | 106      | 72     | 310           | 303          |
| 2010 | 100      | 68     | 338           | 284          |
| 2011 | 81       | 78     | 258           | 272          |
| 2012 | 82       | 63     | 244           | 292          |
| 2013 | 74       | 74     | 171           | 240          |
| 2014 | 75       | 75     | 291           | 326          |
| 2015 | 85       | 69     | 323           | 338          |
| 2016 | 95       | 61     | 398           | 270          |
| 2017 | 71       | 69     | 319           | 303          |

## Населённые пункты
В составе волости 4 посёлка и 21 деревня.

Посёлки: Аэспа, Кохила, Приллимяэ, Хагери.

Деревни: Аанду, Адила, Ангерья, Вана-Аэспа, Виливере, Кадака, Лооне, Лоху, Люманду, Масти, Мяливере, Пахкла, Пихали, Пукамяэ, Пыйкма, Рабивере, Роотси, Салутагузе, Сутлема, Урге, Хагери.

## Физико-географическая характеристика

### Растительность
44 % территории волости покрыто лесами, в основном, хвойными. Преобладающие виды деревьев — ель и сосна, преобладающие виды ягод — черника, брусника, голубика, костяника, ежевика, клюква, земляника. В хвойных лесах волости распространена также берёза. Остальные виды деревьев и кустарников, встречающихся в лесах и на опушках: осина, ольха, лещина, можжевельник, лиственница, пихта, тополь, дуб, ясень, клён, ива, липа, рябина, калина, черёмуха, шиповник, яблоня. Кроме того, в населённых пунктах выращиваются кедровые сосны, вяз, каштан, клён ясенелистный, туя, сирень и другие виды. В садах и огородах выращиваются некоторые плодовые деревья: чаще всего это яблони, но встречаются и сливы, вишни, груши; в декоративных целях культивируются различные виды можжевельника и туи, тис, рододендрон, лианы, виноград, самшит вечнозелёный.

### Животный мир
В дикой природе распространены такие виды млекопитающих, как косуля, лисица, заяц, белка, енотовидная собака, бобр, дикий кабан, рысь, иногда встречаются лось, волк и медведь. Среди птиц распространены следующие виды: ворона серая, ворон, аист белый, журавль, кряква, воробей, грач, галка, сорока, сойка, дятел, синица, чёрный дрозд, рябинник, пеночка-теньковка, жаворонок, зяблик, зимородок, сова, орёл, коростель, голубь, соловей, трясогузка, куропатки, большой крохаль. Иногда встречаются лебедь, канадская казарка, гоголь, серебристая чайка, горлица и другие виды.

## Статистика
Данные Департамента статистики о волости Кохила:

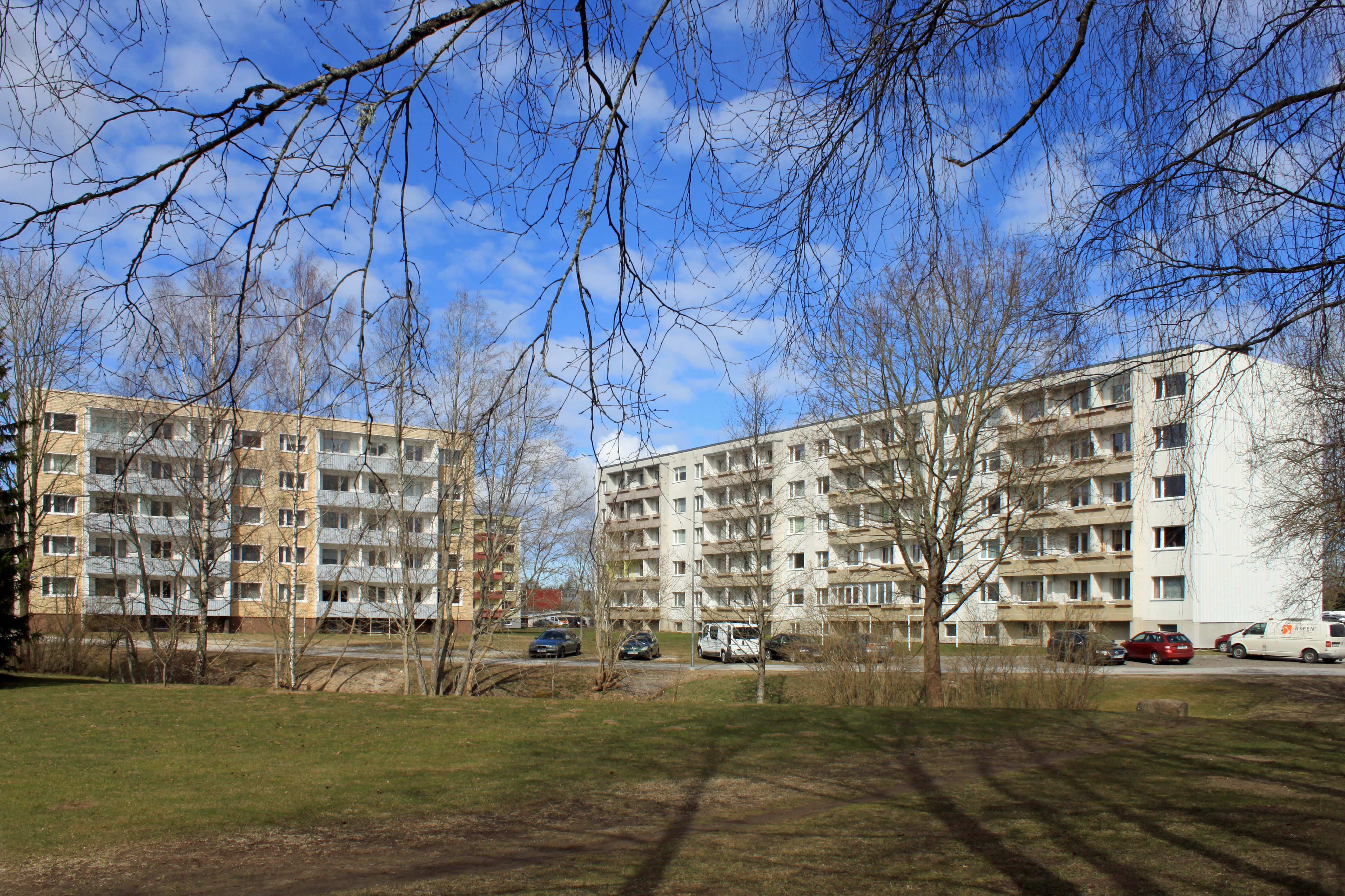
Жилые дома в посёлке Кохила

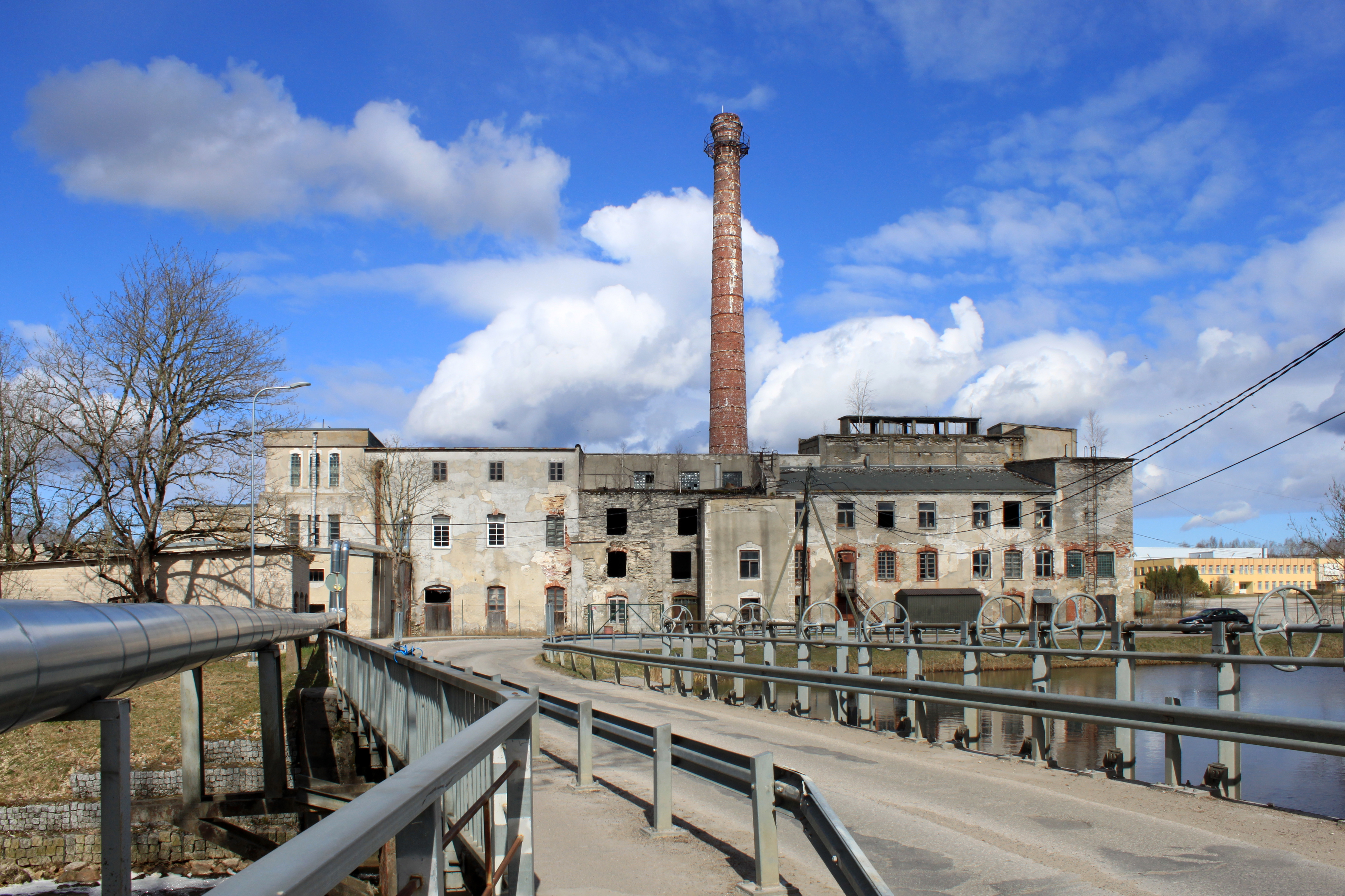
Бумажная фабрика в посёлке Кохила

Число жителей на 1 января каждого года:
| Год     | 2016 | 2017   | 2018   | 2019   | 2020   | 2021   | 2022   |
| ------- | ---- | ------ | ------ | ------ | ------ | ------ | ------ |
| Человек | 6770 | ↗ 6933 | ↗ 6949 | ↗ 7114 | ↗ 7286 | ↗ 7322 | ↗ 7525 |

Число рождений:
| Год           | 2016 | 2017 | 2018 | 2019  | 2020 |
| ------------- | ---- | ---- | ---- | ----- | ---- |
| Живорождённых | 95   | ↘ 68 | ↗ 80 | ↗ 100 | ↘ 85 |

Число смертей:
| Год     | 2016 | 2017 | 2018 | 2019 |
| ------- | ---- | ---- | ---- | ---- |
| Умерших | 61   | ↗ 71 | ↗ 85 | ↘ 69 |

Зарегистрированные безработные:
| Год     | 2016 | 2017  | 2018 | 2019  | 2021 (август) |
| ------- | ---- | ----- | ---- | ----- | ------------- |
| Человек | 146  | ↘ 139 | 139  | ↗ 155 | ↗ 245         |

Средняя брутто-зарплата работника:
| Год  | 2016     | 2017       | 2018       | 2019       | 2020       |
| ---- | -------- | ---------- | ---------- | ---------- | ---------- |
| Евро | 1 152,47 | ↗ 1 231,64 | ↗ 1 311,39 | ↗ 1 408,66 | ↗ 1 461,00 |

В 2019 году волость Кохила занимала 13 место по величине средней брутто-зарплаты среди 79 муниципалитетов Эстонии.
Число учеников в школах:
| Год     | 2016 | 2017  | 2018    | 2019    |
| ------- | ---- | ----- | ------- | ------- |
| Человек | 915  | ↗ 997 | ↗ 1 068 | ↗ 1 109 |

## Галерея

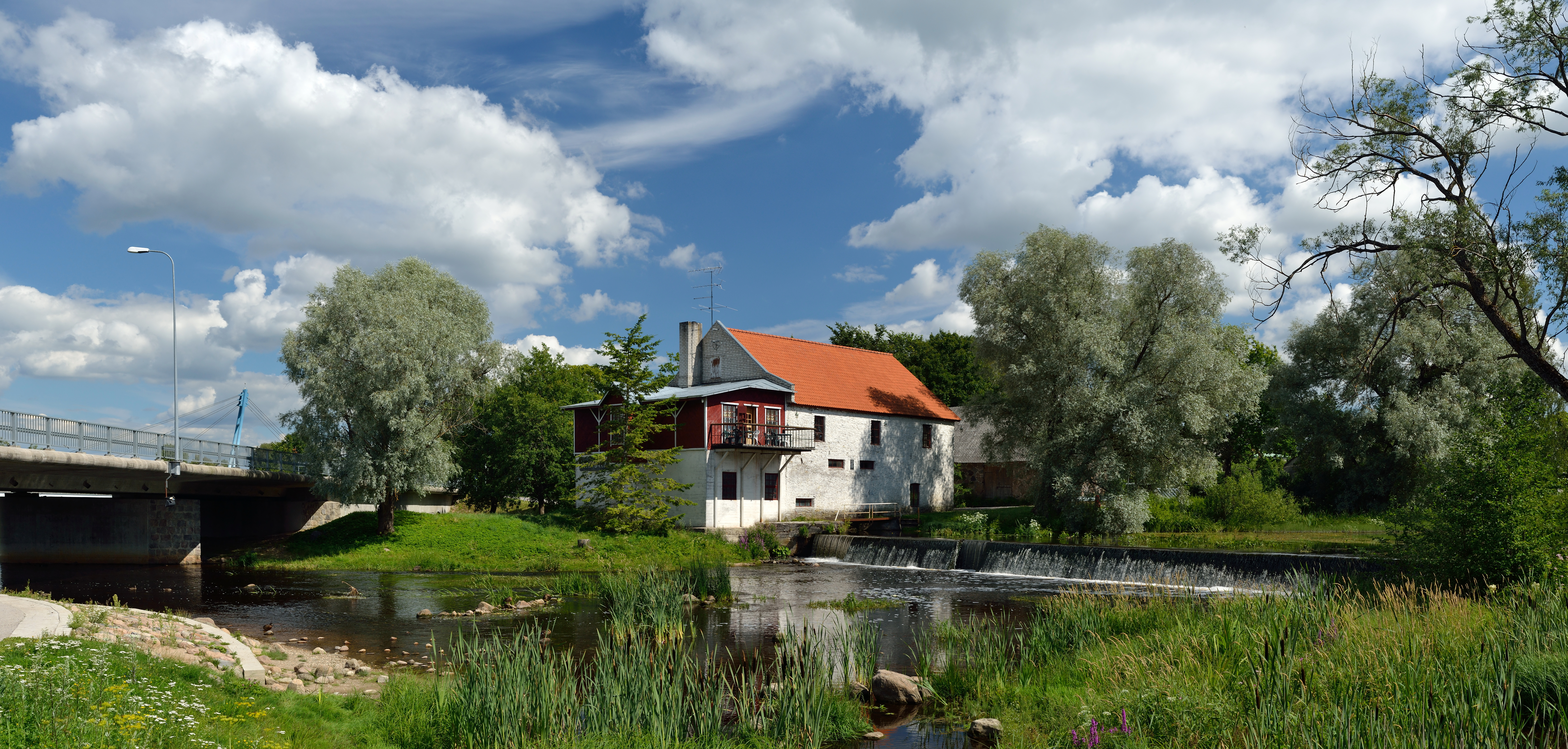
Водяная мельница и бар в Кохила
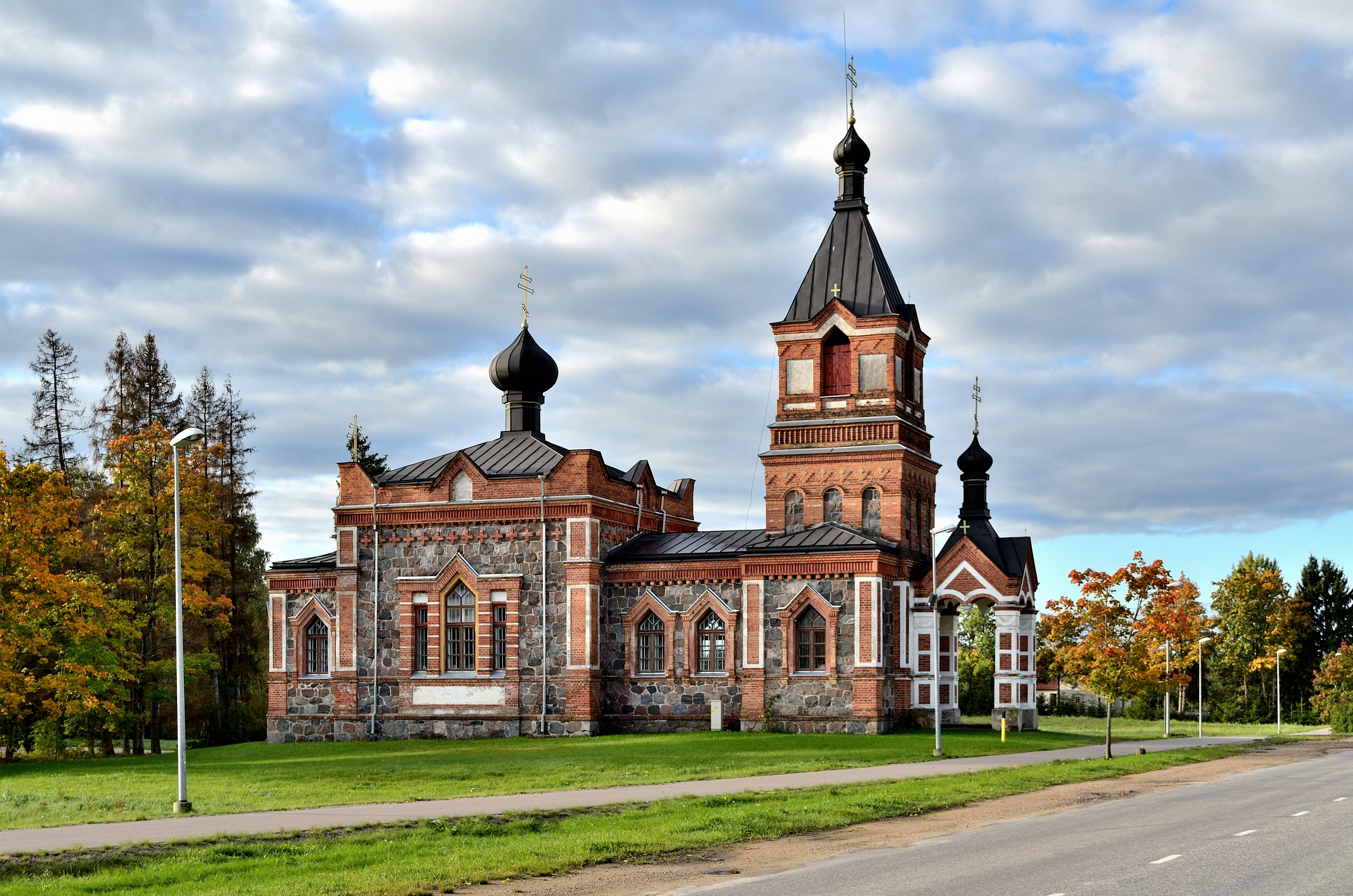
Православная церковь в Кохила
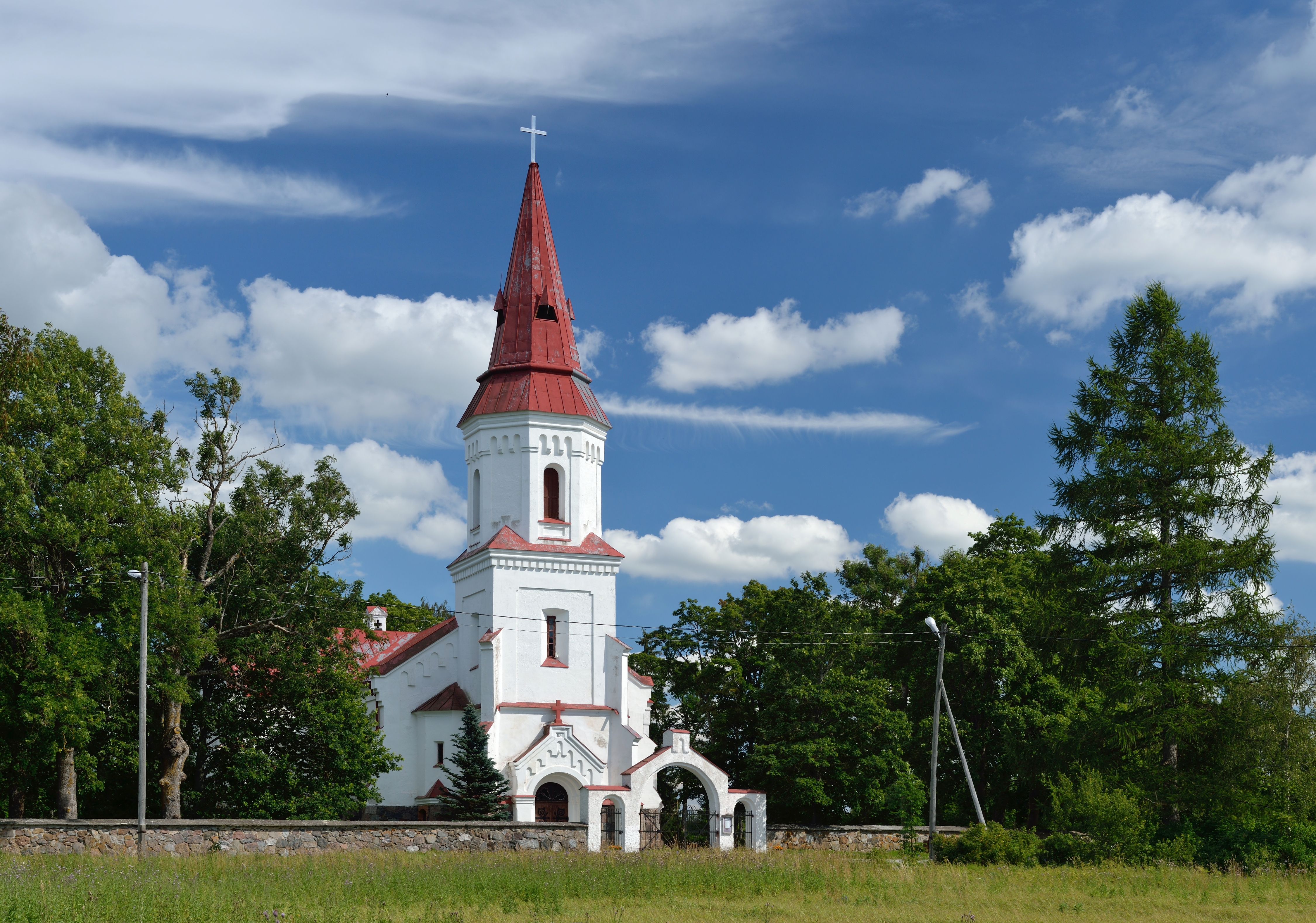
Лютеранская церковь в Хагери
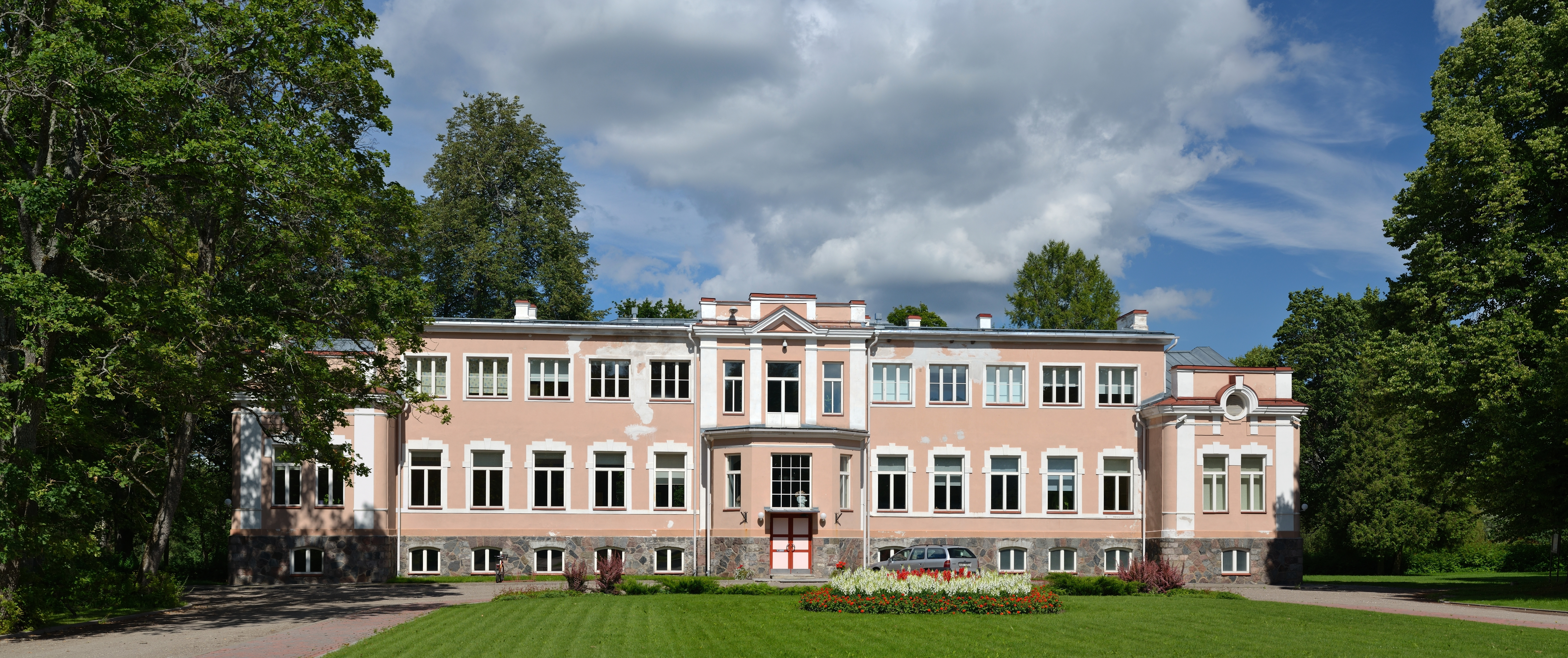
Мыза Тохисоо
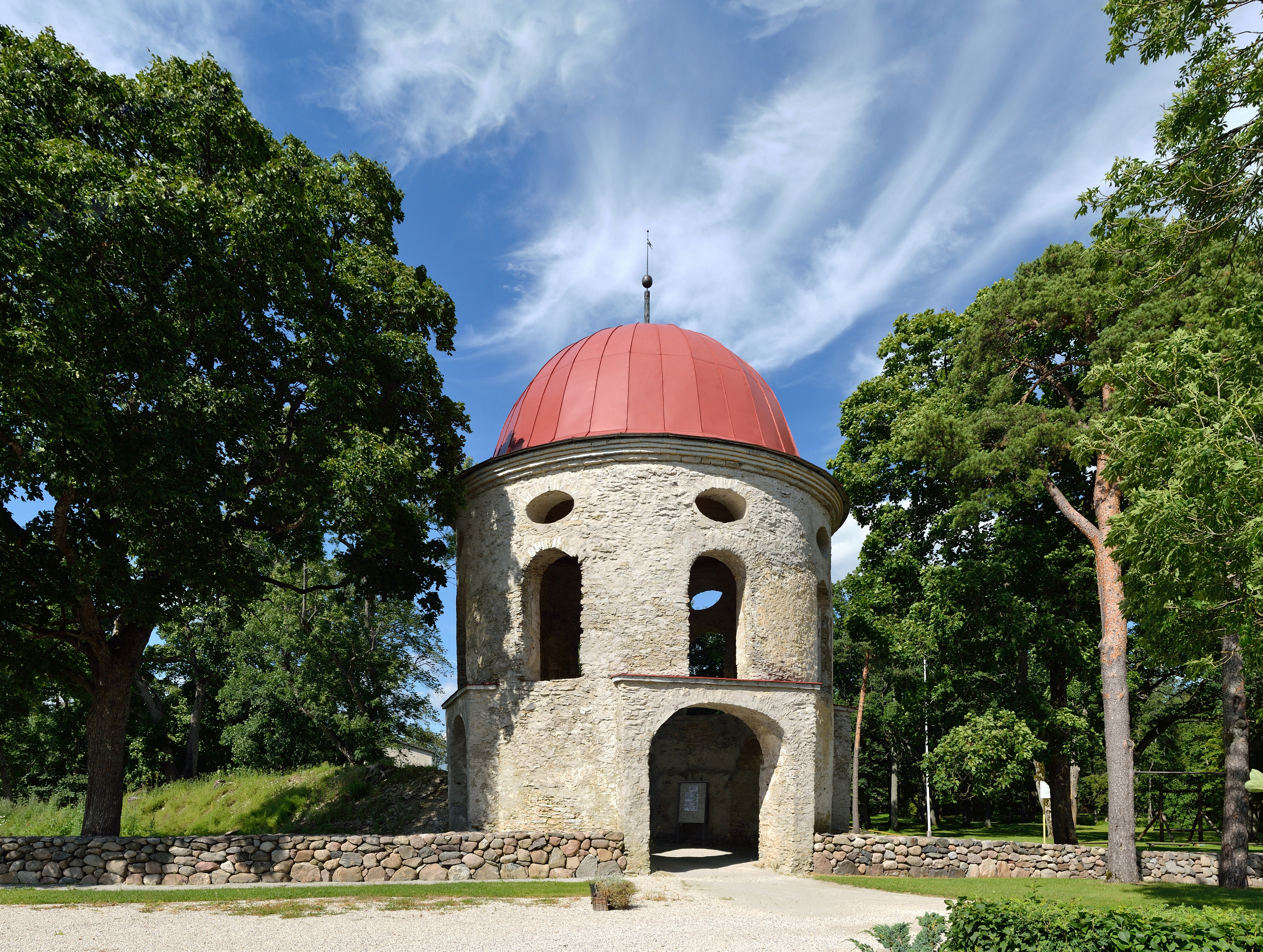
Башенные ворота при мызе Сутлема
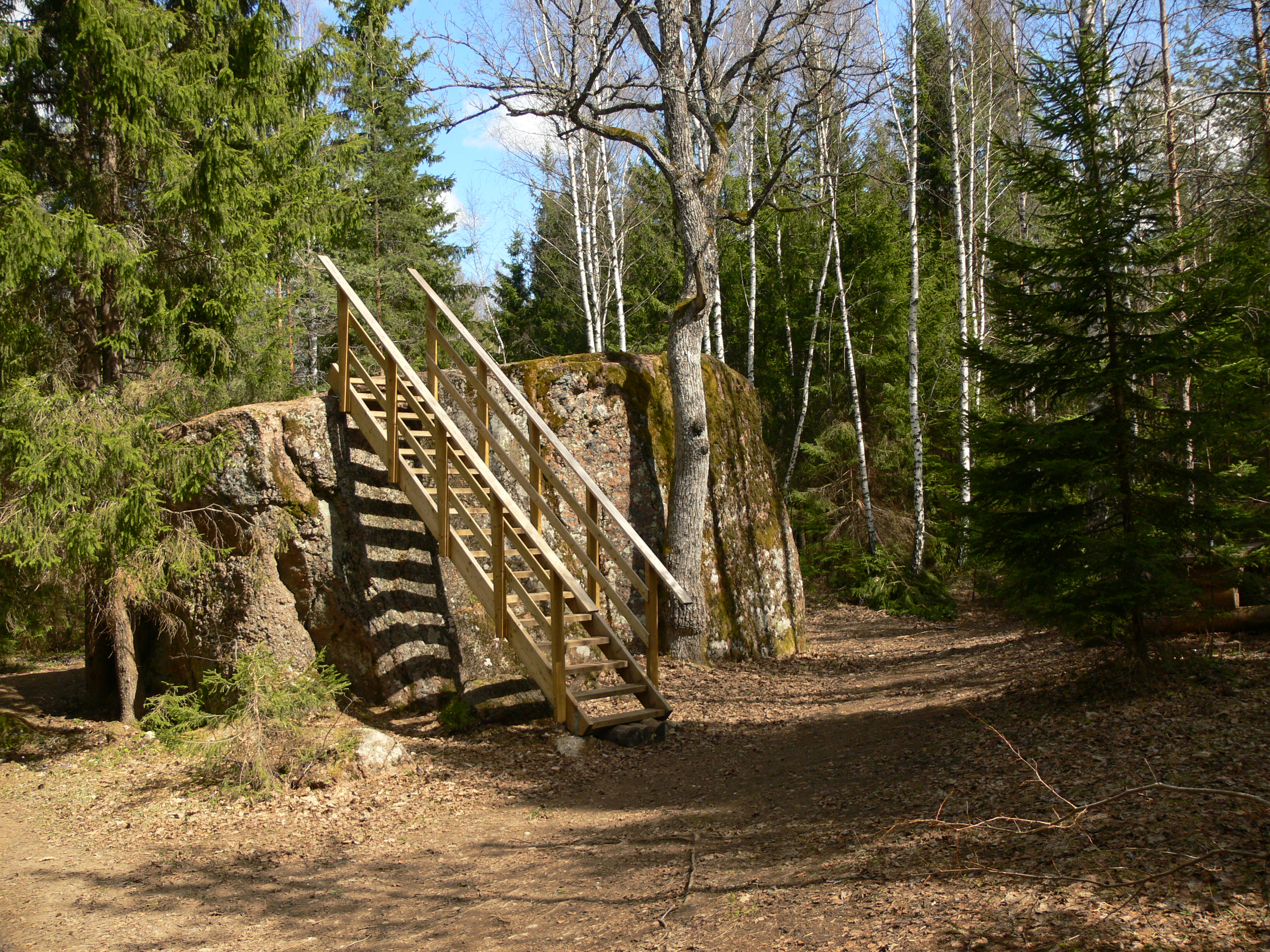
Король валунов Эстонии
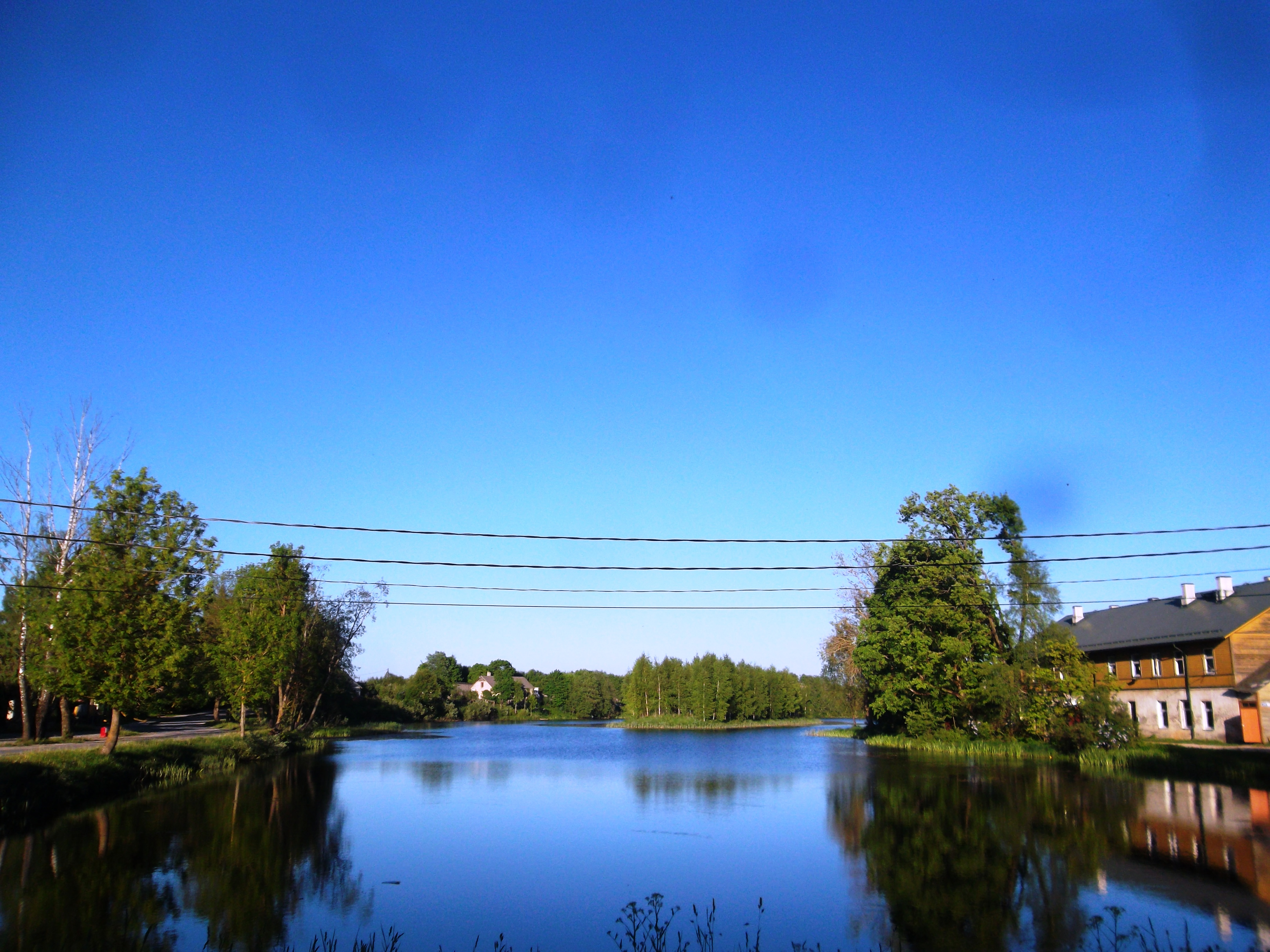
Река Кейла в Кохила
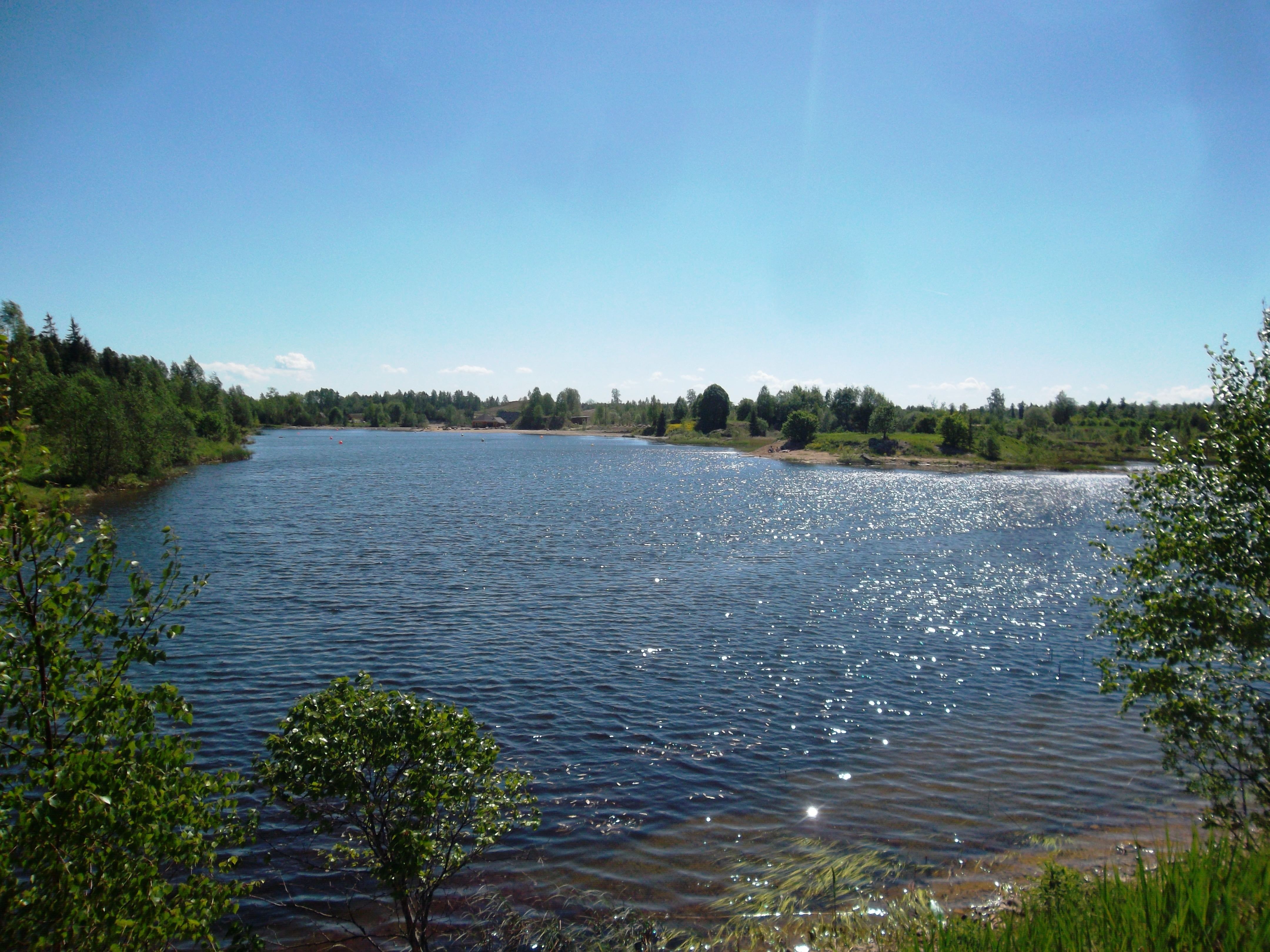
Озеро Алести
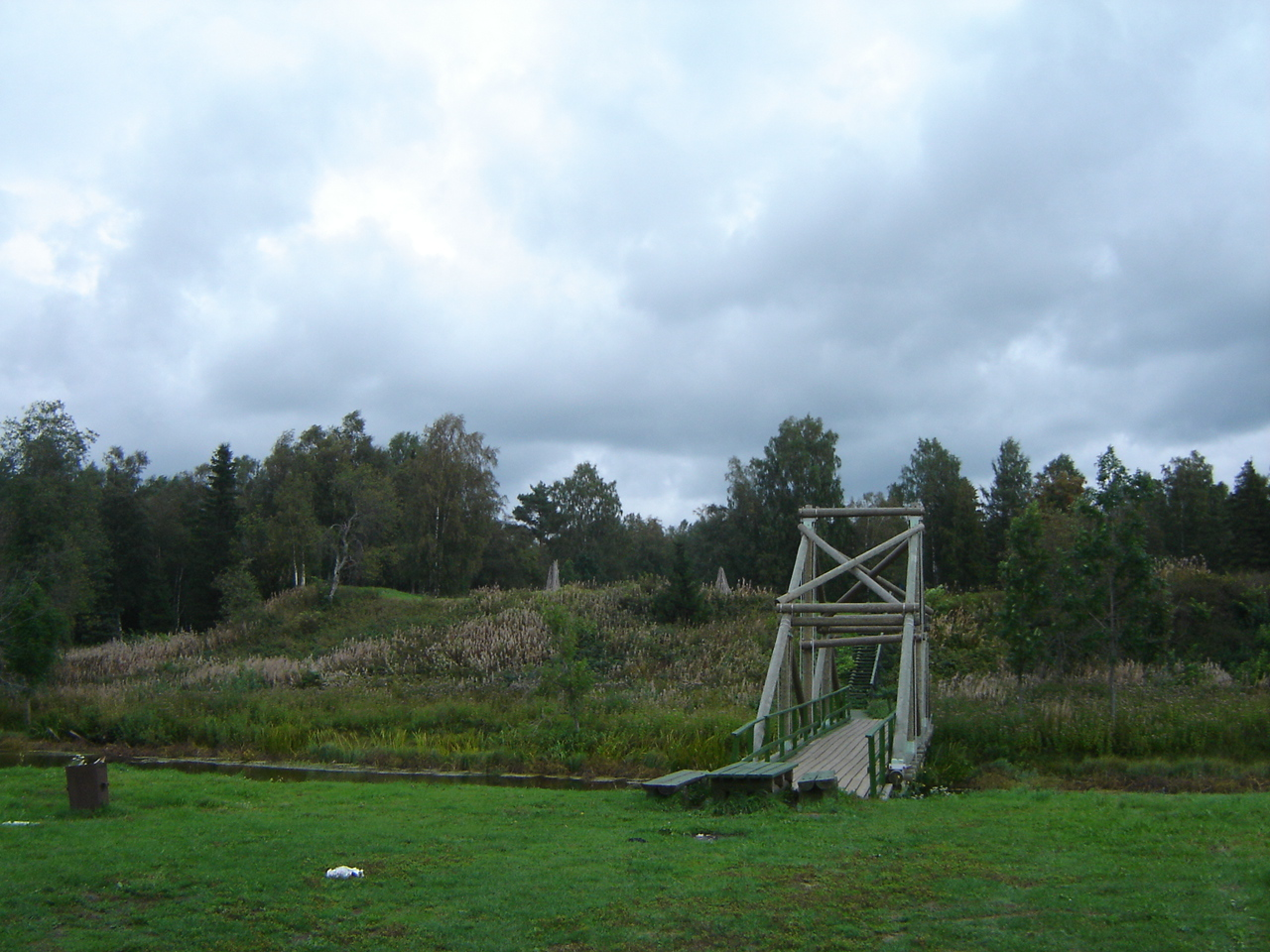
Городище Лооне